# القوة الأمريكية والماندرين الجدد (كتاب)
كتاب القوة الأمريكية والماندرين الجدد للأكاديمي الأمريكي نعوم تشومسكي، كُتب إلى حد كبير في عام 1968، ونُشر في عام 1969. كان أول كتاب سياسي له وحدد بالتفصيل معارضته لحرب فيتنام .

## ملخص
طور تشومسكي الاقتراح المنصوص عليه في مسؤولية المثقفين، بأن الطبقة الفكرية والتقنية الأمريكية في الجامعات وفي الحكومة ( الماندرين الجدد)، تتحمل مسؤولية كبيرة عن الفظائع التي ارتكبتها الولايات المتحدة في فيتنام.
علاوة على ذلك، يجادل بأن سياسة الولايات المتحدة في فيتنام كانت «ناجحة» للغاية. في رأيه ، كانت سياسة الولايات المتحدة هي تدمير الحركات القومية في الفلاحين الفيتناميين الجنوبيين بدلاً من الدفاع عن فيتنام الجنوبية من العدوان الفيتنامي الشمالي. وهو يرى أن الأول قد تم «بنجاح» على حساب الأخير.
نقطته الأساسية حول الماندرين الجدد هي أنه لا ينبغي لنا أن نقبل بشكل غير نقدي الادعاء بأن المقاربات التكنوقراطية محايدة ومفيدة. يكتب تشومسكي: 
كما يقترح تشومسكي أن الافتراضات الشائعة حول عظمة الغرب والعصر الحديث مضللة. يكتب أن هذه الافتراضات يتم إنشاؤها تلقائيًا بغض النظر عن الظروف الاجتماعية الحقيقية: «يتوقع المرء من أي مجموعة لديها إمكانية الوصول إلى السلطة والثراء أن تبني أيديولوجية من شأنها أن تبرر هذا الوضع على أساس الرفاهية العامة.»
أعادت نيو برس طبع الكتاب في عام 2002 ويحتوي على مقدمة جديدة بقلم هوارد زين، وهو مؤرخ أمريكي ومؤلف كتاب التاريخ الشعبي للولايات المتحدة.
يتنبأ تشومسكي بأن المعارضة الفيتنامية لتدخل الولايات المتحدة في الحرب ستستمر وأن الولايات المتحدة لن تكون قادرة على هزيمة الفيتكونغ. يوضح أن العديد من فصول هذا الكتاب نشأت كمقالات أو محاضرات ألقاها أثناء مشاركته في الحركة المناهضة للحرب المستمرة. من منظور أخلاقي، كانت رؤيته الأساسية في هذا العمل أنه «بقبول افتراض شرعية النقاش حول قضايا معينة، يكون المرء قد فقد إنسانيته بالفعل.»
رأى تشومسكي أن انتصار فيت كونغ في الحرب أمر لا مفر منه.

## النشر
- نيويورك، كتب بانثيون [1969]
- المملكة المتحدة، كتب بليكان [1969]
- نيويورك، نيو برس [2002]

## روابط خارجية
- فصول الكتاب متاحة على الإنترنت: الفصل 2 ، الفصل 3 ، الفصل 6 ، الفصل 7
- مناظرة بين نعوم تشومسكي وويليام ف. باكلي الابن، على خط النار، حول الكتاب